# 敷浪站
敷浪站（日语：／ Shikinami eki */?）是位於石川縣羽咋郡寶達志水町敷浪，屬於西日本旅客鐵道（JR西日本）的七尾線車站。

## 歷史
- 1898年（明治31年）4月24日 - 七尾鐵道 津幡臨時停車站（本津幡站的前身） - 七尾站 - 矢田新站（後來為七尾港站）之間開通，同時此站啟用[1]。為旅客和貨物車站。
- 1907年（明治40年）7月1日 - 七尾鐵道根據鐵道國有法（日语：鉄道国有法）而國有化。成為帝國鐵道廳（國鐵）車站。
- 1909年（明治42年）10月12日 - 制定路線名稱，此站成為七尾線車站。
- 1960年（昭和35年）8月1日 - 終止貨物起卸業務。
- 1972年（昭和47年）3月15日 - 成為無人車站。（簡易委託車站）
- 1987年（昭和62年）4月1日 - 伴隨國鐵分割民營化，車站由西日本旅客鐵道（JR西日本）營運。
- 1991年（平成3年）
  - 4月 - 完全成為無人車站。
  - 9月1日 - 志雄町（現時：寶達志水町）臨時設置車站職員，再次成為有人車站。
- 2008年（平成20年）6月30日 - 再次成為無人車站。
- 2013年（平成25年）2月5日 - 開設西出口[2]。

## 車站構造
此站是地面車站，設有2面2線的相對式月台。此站的站房（東出口）落成年代較新，並且位於上行月台側。兩月台之間透過跨線橋連接。而下行月台側設有西出口。
此站是由七尾鐵道部管理的無人車站，過去為簡易委託車站，可售賣軟性車站，後來於2008年（平成20年）6月成為無人車站。現時站內設有自動售票機。

### 月台
| 月台         | 路線    | 上下行 | 方向           |
| ------------ | ------- | ------ | -------------- |
| 車站大樓一方 | ■七尾線 | 上行   | 津幡、金澤方向 |
| 車站大樓對面 | ■七尾線 | 下行   | 羽咋、七尾方向 |

- 在資訊上，此站沒有編排月台編號，月台上沒有展示月台編號，車站時間表也沒有記載月台編號。
- 上行線的路軌為一線通過（日语：一線スルー）結構，當列車不用進行列車交會和通過此站時，下行列車會使用上行月台[1]。但是，此站與其他車站的一線通過結構有差別，直線路軌不是上下行本線，而是分成上行線和下行線。

## 使用狀況
根據「石川縣統計書」，以下為1日平均乘車人次列表：
| 年度               | 1日平均 乘車人次 |
| ------------------ | ---------------- |
| 2004年（平成16年） | 250              |
| 2005年（平成17年） | 232              |
| 2006年（平成18年） | 237              |
| 2007年（平成19年） | 224              |
| 2008年（平成20年） | 214              |
| 2009年（平成21年） | 201              |

## 車站周邊
此站為前志雄町唯一車站，同時為該町的代表車站，但是此站距離該町中心一段距離，以直線距離來說南羽咋站較近。
- 國道159號（日语：国道159号）[1]
- 寶達志水町立樋川小學
- 國道249號[1]
- 千里濱鄉村俱樂部
- 能登里山海道[1] - 今濱交匯處（日语：今浜インターチェンジ）、志雄停車區
- 千里濱沙灘道（日语：千里浜なぎさドライブウェイ）（千里濱Beach Driveway）
  - 今浜海灘
  - 千里濱海灘
- 參天製藥能登工廠

## 相鄰車站
西日本旅客鐵道
■七尾線
寶達－敷浪－南羽咋

## 註腳
1. 1 2 3 4 5 6 7 8 9 10 11  . 週刊朝日百科. 43号 富山駅・高岡駅・和倉温泉駅ほか. 朝日新聞出版. 2013-06-16: 26 （日语）.
2. ↑  敷浪駅に西口開設　ＪＲ七尾線、宝達志水町が整備 （页面存档备份，存于） - 北國新聞、富山新聞，2013年2月6日

## 外部連結
- 敷浪｜車站資訊：JR出門網 - 西日本旅客鐵道（日語）